# Грубишно Поље
Грубишно Поље (чеш. Hrubečné Pole) је град у Хрватској, у Бјеловарско-билогорској жупанији.

## Географија
Грубишно Поље је смештено на југозападним обронцима Билогоре. Подручје града простире се на површини од 269 km² што га чини највећом самоуправном јединицом по површини у Бјеловарско-билогорској жупанији. Јужну границу подручја града чини горњи ток реке Илове док североисточну чине билогорски превоји.
Иако се Грубишно Поље налази у Бјеловарско-билогорској жупанији која се, уз Пожешко-славонску, једина не граничи ни са једном страном државом, удаљена је једва 30-ак km од граничног прелаза Терезино Поље-Барч према Мађарској, то омогућава да се Грубишно Поље ипак не налази у „прометној изолацији“ како би се, на први поглед, могло очекивати.

## Историја
У месту је 1894. године био парох поп Јован Марковић. Свештеник Марковић се бавио писањем; објавио је своју проповед „Реч на Ускрс” 1891. године у митропололијском гласилу "Српском сиону" у Карловцима.
Почетком 20. века ту су политичка и црквена општина. Православној парохији припадала су и околна села: Иваново Село, Растовац, Рашеница и Тројеглава. У насељу је 778 домова од којих су 260 српски, а од укупног броја становника - 5314, било је православних Срба 1656 душа (или 31%). Од важних јавних здања ту су две православне цркве и комунална школа, те пошта и брзојав.
Православне матрикуле су заведене 1773. године. Православна парохија је 1905. године треће платежне класе, има парохијски дом и српско православно гробље. Православни храм посвећен Св. великомученику Георгију подигнут је 1775. године. У црквеној ризници је седам старих књига србуља. На православном гробљу је капела посвећена Св. цару Константину и царици Јелени. Председник црквене општине био је поп Јован Марковић уједно и месни парох, родом из Чаглића. Комунална школа има једно здање, а у њој раде учитељ Петар Жељковић и учитељица Марија Рудан са 180 ђака у редовној и 25 ученика старијег узраста у празничној школи.
Радио је у Грубишном Пољу 1937. године књижар Вјекослав Мандић.
Када је пред Други светски рат умро у Грубишном Пољу, Иван Непомук Јемершић, жупник, почасни каноник и писац, оставио је завештање да се у месту подигне болница. Он је своју вилу у којој је живео "Мој мир" и целокупно имање, оставио месној општини за хуманитарни циљ.

### Рација у Грубишном Пољу 1941.
На самом почетку Другог свјетског рата, у ноћи 26/27. априла 1941. у Грубишно Поље је на позив локалног жупника Петра Сивијановића возом из Загреба стигла група од 110 хрватских усташа које су предводили Еуген Дидо Кватерник, главни „равнатељ за ред и сигурност“ НДХ и шеф загребачке полиције Ивица Шарић. Усташе су стигле у предвечерје, и одмах почеле са масовним хапшењем 504 Срба а под оптужбом да су „четници“ и да „припремају ђурђевдански устанак“ против НДХ. Усташе су свих 504 ухапшених Срба 27. априла 1941. транспортовали у логор Загребачки збор а затим 29. априла у логор Даница. Крајем јуна 1941. 504 ухапшена су пребачена у логор Госпић, затим логор на острву Паг, да би током јула 1941. њих 487 од укупно 504 усташе побиле на Велебиту, у јами Јамина код мјеста Трибањ Крушчица (логор Госпић).
Између 28. септембра и 6. октобра 1942. године извршени су масовни покољи Срба у селима среза Грубишно Поље.
Усташе и Хаџиефендићеви легионари у срезу тузланском „вршили су силовања малолетних српских девојака, које су затим клали“.
То исто су радили у срезу Грубишно поље.
Из села среза Грубишно поље протеран је велики број српских породица: из села Лончарице 19, из Дабчевице 8, из Мале Петратовице 16 богатијих и угледних српских земљорадничких породица, из Великог Грђевца све породице које су имале више од 10 јутара земље. На њихова имања одмах су доведени Хрвати из Загорја.
Благодарећи управо честитим мајкама и супругама, 487 наших људи из Грубишног Поља, обиљежена је по први пут (1957) и каменом обзидана бездана Шаранова јама на Велебиту. Били су то синови и мужеви, између 16 и 60 година. Мајке и супруге су им прве обишле гроб и обиљежиле га Спомен плочом на којој пише: На овом мјесту између осталих из наше земље побијено је по усташким крвницима и 486 жртава из опћине Грубишно Поље 1941. Спомен плочу подигло је друштво „Напредна жена“. Грубишно Поље 2. VI 1957. Ова Спомен плоча разбијена је 1971. године, након тога обновљена али и опет разбијена 1992. године. Спомен плоча је обновљена 26. јуна 2010. на иницијативу удружења „Јадовно 1941.“ из Бањалуке.

### „Откос 10" — оружани прогон Срба са Билогоре 1991.
Напад паравојних формација, тада још међународно непризнате Хрватске на Билогору почео је концентричном ватром и наступањем из правца Велике Писанице, Великог Грђевца, Грубишног Поља, Д. Рашенице и Вировитице. Најжешћи окршај одвијао се и збио на ужем подручју источне Билогоре 31. октобра 1991. године на прилазима Зрињској и Горњој Ковачици, на сјеверном врху Грубишног Поља и на прилазима Горњој Рашеници и Лончарици.
Ниједан одбрамбени положај Срба тога дана није пао у руке нападача. У току вечери и ноћи из готово свих села кренуле су колоне трактора са приколицама, камиона, комбија и аутомобила. Оне су се од почетка Дапчевачких Брђана слијевале у једну колону која је касније сезала од Мале Ператовице до Кореничана. У колону су се укључили и браниоци Билогоре. Положаји су падом мрака напуштени, а пред зору су остали празни.
У савлађивање блатног и мочварног, а према Турчевић Пољу и клизавог пута, уложени су натчовјечански напори. Додатна невоља била је ниска температура. У тракторским приколицама и камионима народ се напросто смрзавао непомично сједећи десетине сати. Ништа боље није било нити у комбијима и аутомобилима, који су сваки час стајали или су били гурани и извлачени по леденом блату. Кад се колона коначно извукла на асфалт, била је дуга километре и километре. У свом саставу имала је око 600 разних возила, а највише трактора са приколицама и у њима око 4.000 промрзле, али спашене чељади. Правац кретања је био: Окучани — Стара Градишка — Бања Лука. Циљ је био Србија.
Припадници ЗНГ су сутрадан опрезно прилазили рововима до којих јуче због жестоке ватре нису могли доћи. Послије дуго оклијевања, сумњичења и опреза, тек око подне ушли су у празне ровове. Над преосталим цивилним становништвом, почињена су страховита звјерства и злочини. У Дапчевачким Брђанима на кућном прагу, припадници ЗНГ су убили Раду Кравића, старог око 55 година. У Лончарици су, у његовом властитом дворишту, заклали Живка Мишчевића, старог око 55 година. У Тополовици су у својој кући заклани Љуба и Љубан Ормановић, супружници стари преко 65 година. Многе су куће попаљене и опљачкане. Бестијални и беспримјеран рушилачки нагон свега што је српско представља минирање и паљење српских кућа у великом, углавном српском селу Мали Грђевац. Он је дословно сравњен са земљом мада у данима тзв. „Откоса 10” у томе мјесту није испаљен ниједан метак отпора. Успут су порушена сва обиљежја усташких злочина и антифашистичке борбе из Другог свјетског рата.

## Становништво
Према попису становништва из 2011. године, Грубишно Поље је имало 2.917 становника, а укупно градско подручје је имало 6.478 становника.

### Град Грубишно Поље

#### Број становника по пописима
| Година         | 2001. | 1991. | 1981.  | 1971.  | 1961.  | 1953.  | 1948.  | 1931.  | 1921.  | 1910.  | 1900.  | 1890.  | 1880. | 1869. | 1857. |
| бр. становника | 7.523 | 9.716 | 10.506 | 11.772 | 13.370 | 13.792 | 13.037 | 16.101 | 15.532 | 15.809 | 14.785 | 12.664 | 9.069 | 8.119 | 6.930 |

- напомене: Настао из старе општине Грубишно Поље.

### Грубишно Поље (насељено место)

#### Број становника по пописима
| Година         | 2001. | 1991. | 1981. | 1971. | 1961. | 1953. | 1948. | 1931. | 1921. | 1910. | 1900. | 1890. | 1880. | 1869. | 1857. |
| бр. становника | 3.171 | 3.501 | 3.060 | 2.741 | 2.655 | 2.591 | 2.381 | 2.262 | 2.238 | 2.229 | 1.873 | 1.703 | 1.544 | 1.202 | 970   |

## Попис 1991.
На попису становништва 1991. године, насељено место Грубишно Поље је имало 3.501 становника, следећег националног састава:
| \| Попис 1991. \| Попис 1991. \| Попис 1991. \| Попис 1991. \| Попис 1991. \| \| ------------- \| ------------ \| ----------- \| ----------- \| ----------- \| \| \| \| \| \| \| \| Хрвати \| Хрвати \| \| 1.320 \| 37,70% \| \| Срби \| Срби \| \| 1.294 \| 36,96% \| \| Чеси \| Чеси \| \| 311 \| 8,88% \| \| Југословени \| Југословени \| \| 255 \| 7,28% \| \| Мађари \| Мађари \| \| 135 \| 3,85% \| \| Роми \| Роми \| \| 16 \| 0,45% \| \| Црногорци \| Црногорци \| \| 9 \| 0,25% \| \| Македонци \| Македонци \| \| 6 \| 0,17% \| \| Словенци \| Словенци \| \| 6 \| 0,17% \| \| Италијани \| Италијани \| \| 4 \| 0,11% \| \| Муслимани \| Муслимани \| \| 4 \| 0,11% \| \| Румуни \| Румуни \| \| 4 \| 0,11% \| \| Немци \| Немци \| \| 3 \| 0,08% \| \| Албанци \| Албанци \| \| 2 \| 0,05% \| \| Грци \| Грци \| \| 2 \| 0,05% \| \| Бугари \| Бугари \| \| 1 \| 0,02% \| \| Јевреји \| Јевреји \| \| 1 \| 0,02% \| \| Русини \| Русини \| \| 1 \| 0,02% \| \| Словаци \| Словаци \| \| 1 \| 0,02% \| \| Украјинци \| Украјинци \| \| 1 \| 0,02% \| \| неопредељени \| неопредељени \| \| 74 \| 2,11% \| \| регион. опр. \| регион. опр. \| \| 1 \| 0,02% \| \| непознато \| непознато \| \| 50 \| 1,42% \| \| укупно: 3.501 \| \| \| \| \| |              |  |       |        |
| Попис 1991. |              |  |       |        |
| |              |  |       |        |
| Хрвати | Хрвати       |  | 1.320 | 37,70% |
| Срби | Срби         |  | 1.294 | 36,96% |
| Чеси | Чеси         |  | 311   | 8,88%  |
| Југословени | Југословени  |  | 255   | 7,28%  |
| Мађари | Мађари       |  | 135   | 3,85%  |
| Роми | Роми         |  | 16    | 0,45%  |
| Црногорци | Црногорци    |  | 9     | 0,25%  |
| Македонци | Македонци    |  | 6     | 0,17%  |
| Словенци | Словенци     |  | 6     | 0,17%  |
| Италијани | Италијани    |  | 4     | 0,11%  |
| Муслимани | Муслимани    |  | 4     | 0,11%  |
| Румуни | Румуни       |  | 4     | 0,11%  |
| Немци | Немци        |  | 3     | 0,08%  |
| Албанци | Албанци      |  | 2     | 0,05%  |
| Грци | Грци         |  | 2     | 0,05%  |
| Бугари | Бугари       |  | 1     | 0,02%  |
| Јевреји | Јевреји      |  | 1     | 0,02%  |
| Русини | Русини       |  | 1     | 0,02%  |
| Словаци | Словаци      |  | 1     | 0,02%  |
| Украјинци | Украјинци    |  | 1     | 0,02%  |
| неопредељени | неопредељени |  | 74    | 2,11%  |
| регион. опр. | регион. опр. |  | 1     | 0,02%  |
| непознато | непознато    |  | 50    | 1,42%  |
| укупно: 3.501 |              |  |       |        |